# Монстър Хай: Страховито съчетание
Монстър Хай:Страховито съчетание е американски компютърно-анимационен филм от 2014 г. на студио „Мател“.

## Сюжет
Инцидент с машина на времето отнася Франки и приятелите ѝ назад във времето. Когато се връщат, Франки вижда, че машината е комбинирала приятелите ѝ.

## Герои
- Авиа Тротър – момиче, което е полу-харпия и полу-кентавър.
- Бонита Фимър – момиче полу-скелет и полу-молец.
- Сирена Вон Бу – момиче полу-русалка и полу-призрак.
- Нейтън Рот – момче, което е полу-еднорог и полу-зомби.